# Cong (Irlanda)
Cong (Conga Fheichín o semplicemente Conga in gaelico irlandese) è un villaggio del Mayo, nella Repubblica d'Irlanda, al confine con la contea di Galway. È situato in una posizione geografica particolare, in quanto è posto precisamente fra il Lough Mask e il Lough Corrib, su un piccolo fiume che collega i due laghi e attraversa il centro abitato.
Il villaggio è il luogo natìo di Sir William Wilde, importante storico e scrittore, ma soprattutto padre del celeberrimo Oscar Wilde. Inoltre sulle sponde del Lough Corrib adiacenti a Cong, è stato girato il film vincitore di un Premio Oscar, Un uomo tranquillo (A quiet man), diretto da John Ford e interpretato da attori come John Wayne, Maureen O'Hara e Barry Fitzgerald.
Sebbene sia indicato spesso erroneamente come una località del Connemara, Cong fa più propriamente parte della cosiddetta Joyce Country.

## Monumenti
Oltre ai due noti laghi, due sono le attrazioni principali del luogo, l'abbazia diroccata e l'Ashford Castle.

### Abbazia agostiniana
L'abbazia agostiniana di Cong fu fondata all'inizio del XII secolo da Turlough O'Connor, l'allora Re Supremo d'Irlanda, sul luogo dove sorgeva dal VI secolo un'altra chiesa. Fu depredata, saccheggiata e distrutta a più riprese, oggi rimangono alcuni esempi di arcate molto curate, di arte celtica tradizionale come una High cross di influenza vichinga e, non ultimo, un curatissimo chiostro attraversato dal fiumiciattolo che collega i vari laghi della zona, con piante di ogni genere, casotti da pesca e giardini.

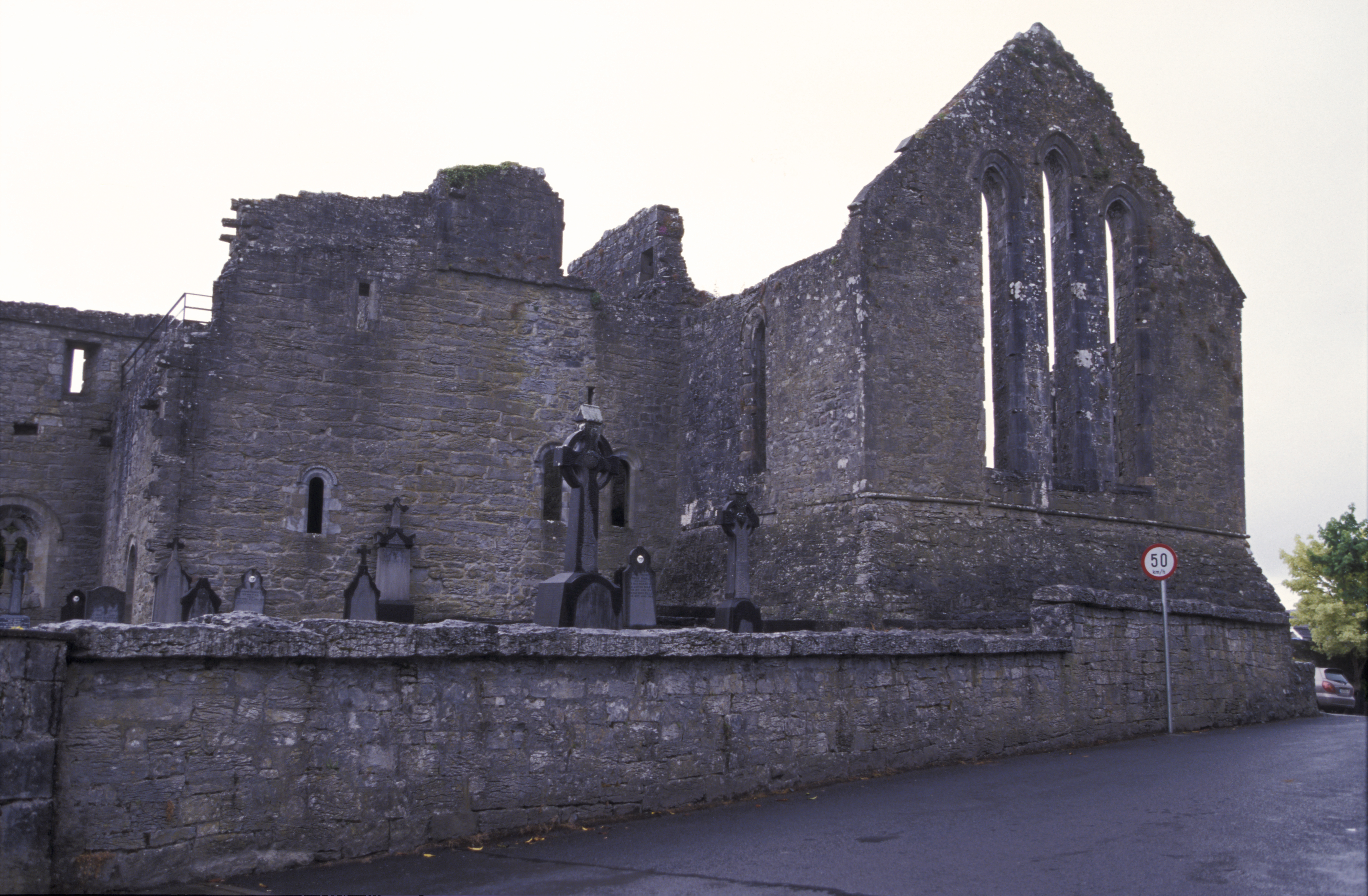
Esterno dell'abbazia
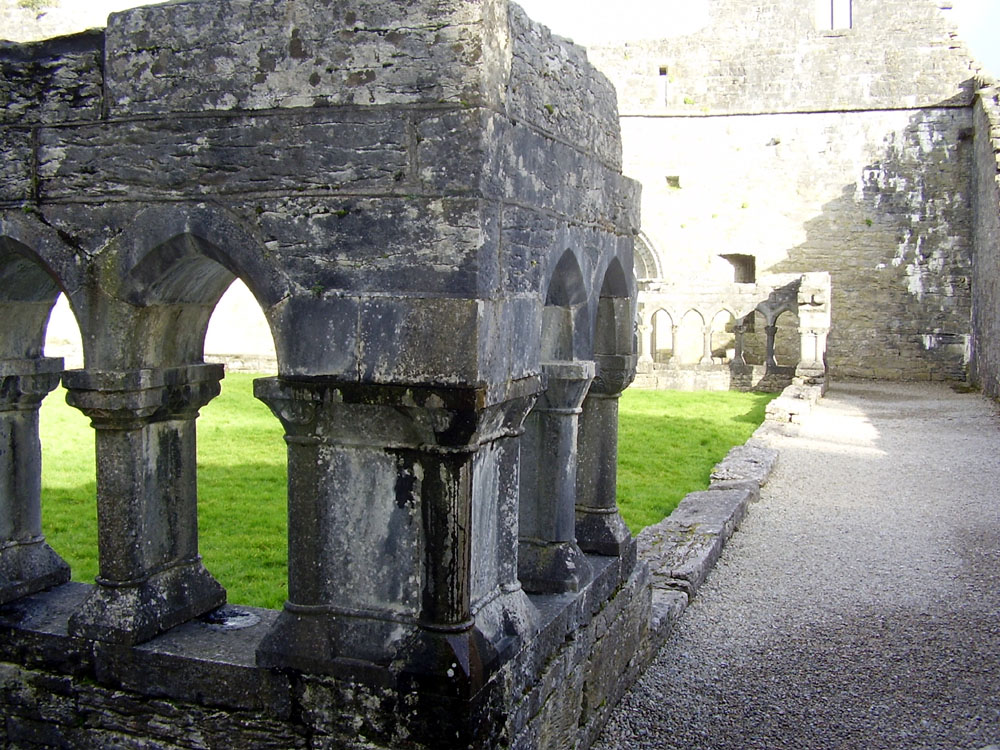
Resti del chiostro
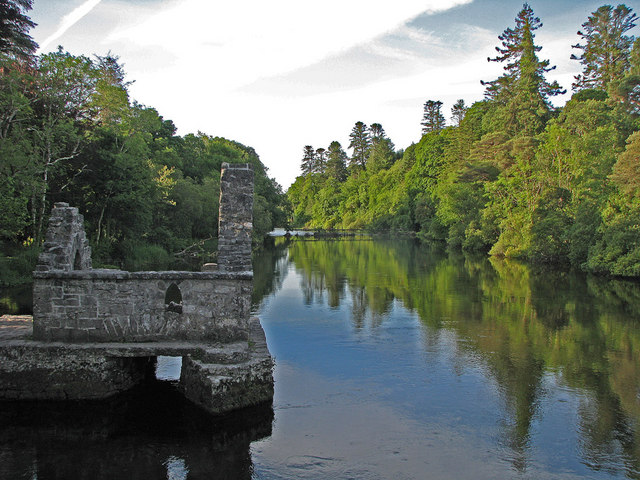
Casotto di pesca dei monaci

### Ashford Castle
L'Ashford Castle, situato subito dopo il confine con la contea di Galway, è ai giorni odierni, una manor house, ovvero un antico castello medievale adibito ad albergo raffinatissimo e di lusso. I locali interni pertanto non sono visitabili come luogo d'arte, al contrario dei numerosi e ampi giardini, delle mura e delle sponde del Lough Corrib dove il castello s'affaccia. Accanto al castello è presente un raffinatissimo circolo di golf, una scuola di falconeria e un battello che fa il giro del lago.

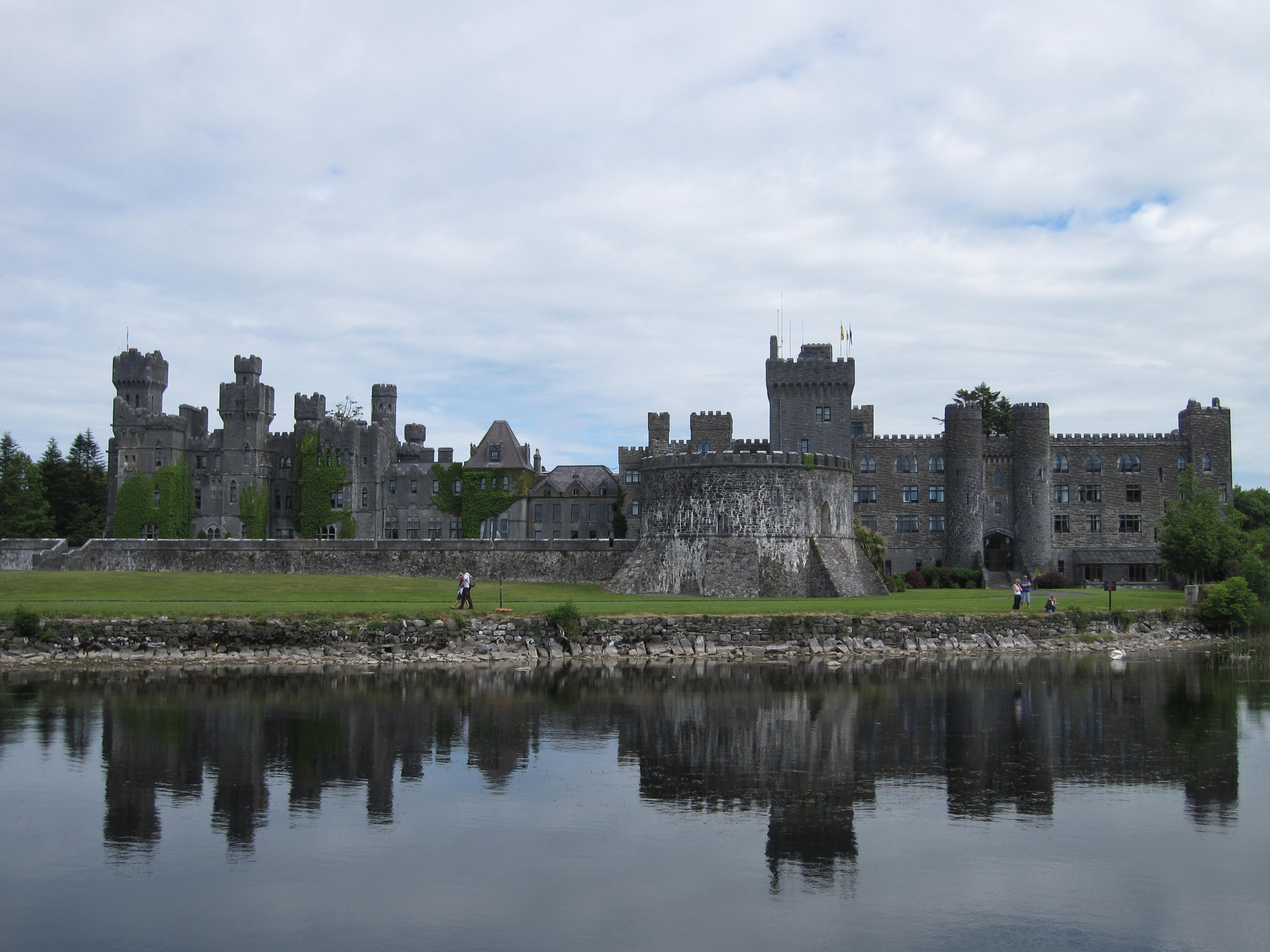
Ashford Castle del Corrib
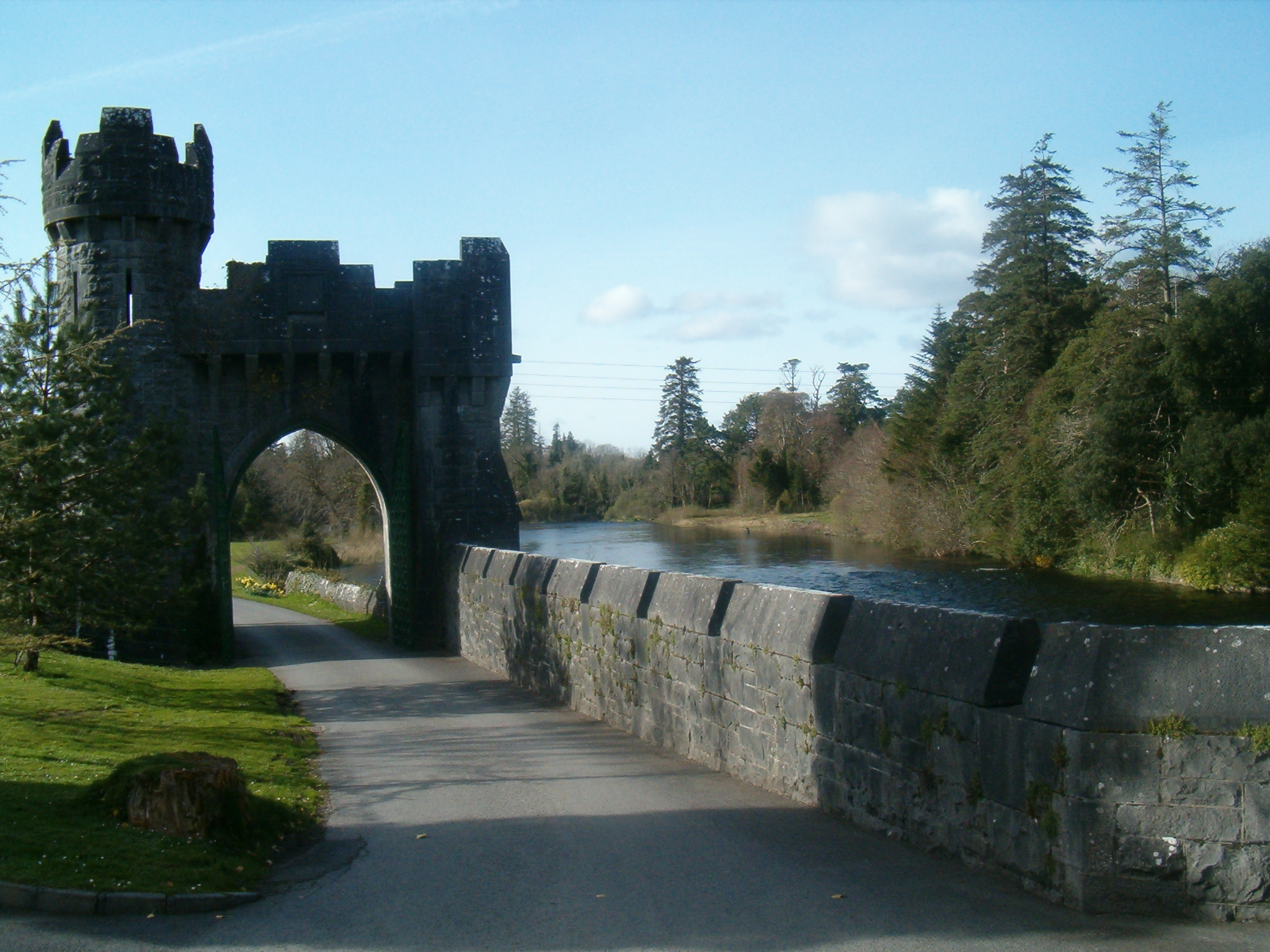
Ingresso dal villaggio
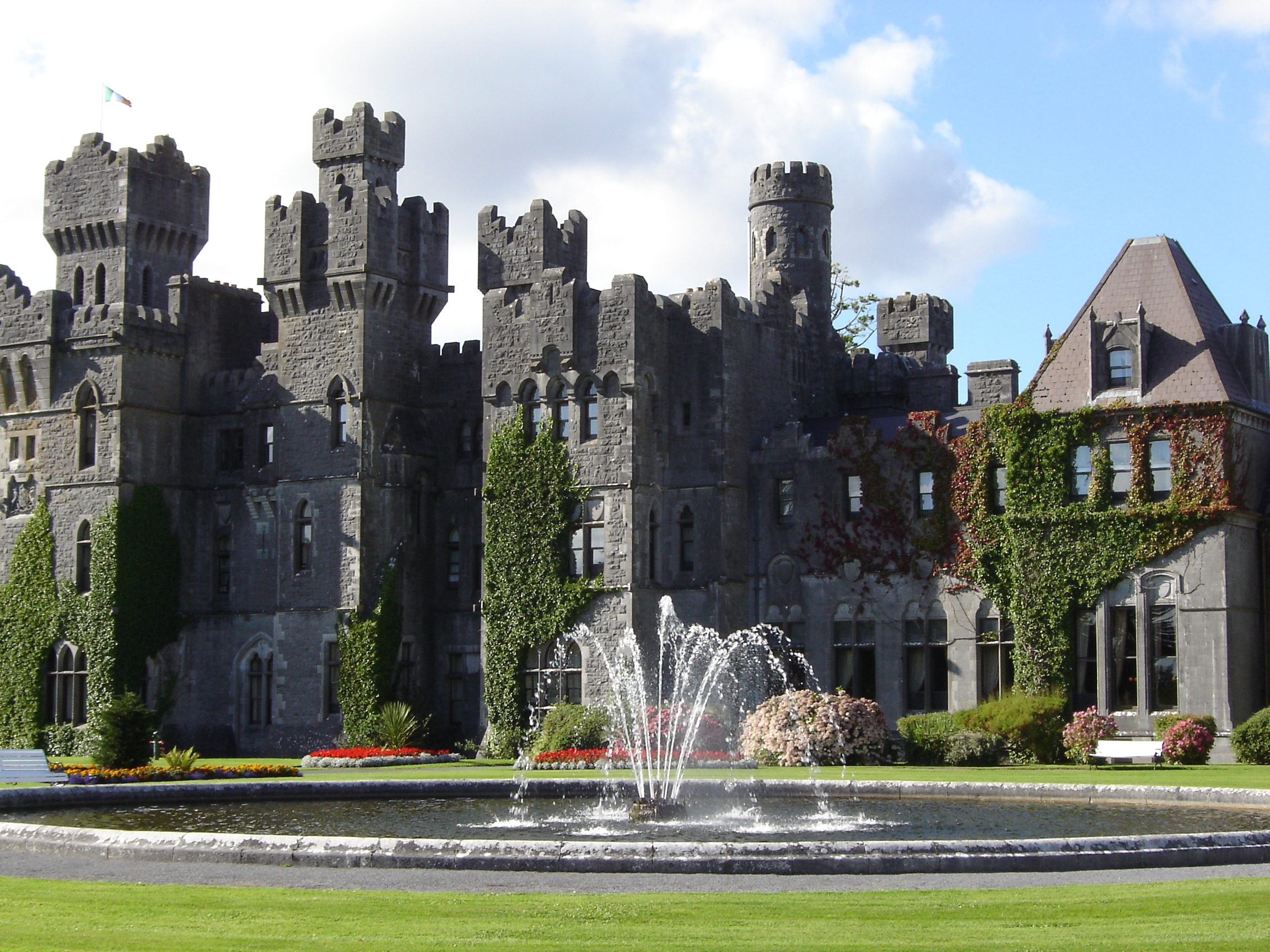
Giardini

### Altri luoghi di interesse
Il Cong Canal ("Canale di Cong"), successivamente conosciuto come il "Canale Asciutto", tutt'oggi visibili, fu un fallimento di ingegneria, soprattutto per la sua incapacità di trattenere l'acqua; usato soltanto come canale di drenaggio, il livello dell'acqua può variare tra i 6 pollici e i 12 piedi a seconda della stagione (estate in secca, inverno pieno). Rimangono i resti dell'originario canale ben visibili e punto d'interesse.
Molto visitata è anche la "Casa dell'Uomo Tranquillo" (The Quiet Man cottage), l'abitazione effettiva dove è stato girato il celebre film con all'interno un piccolo museo con oggetti di scena, vestiti e fotografie.

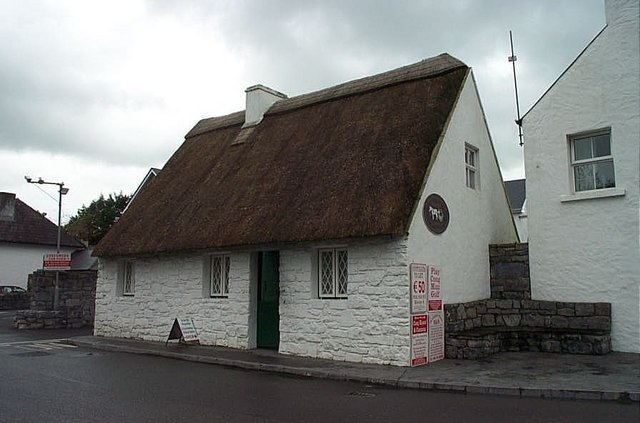
'The Quiet Man' Cottage
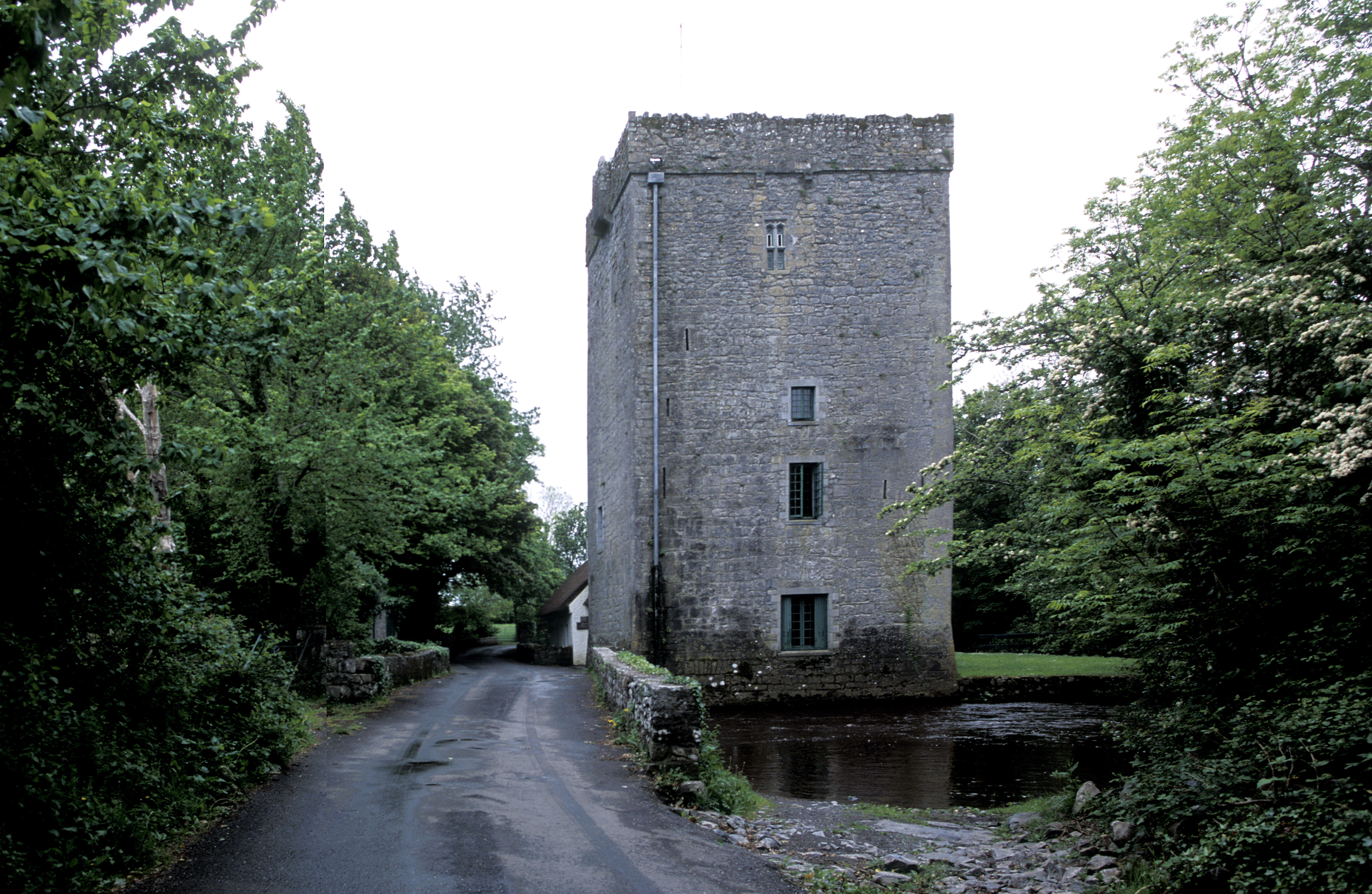
Thhor Ballylee, vecchia casa-torre dei De Burgo